# Wesley Gordon
 Wesley Gordon  (ur. 14 lipca 1994 w Colorado Springs) – amerykański koszykarz, występujący na pozycji środkowego, od 13 lipca 2023 zawodnik PGE Spójni Stargard.
Wesley Gordon ma 205 cm wzrostu. Urodził się w Colorado Springs, gdzie rozpoczął karierę koszykarską. Był czołowym zawodnikiem stanu Colorado na poziomie szkół średnich. Podjął studia na Uniwersytecie Colorado, gdzie przez pięć sezonów grał w zespole uniwersyteckim w silnej konferencji NCAA Pacific 12, do 2017. Uniwersytet ukończył z dyplomem antropologii. Jego średnie statystyczne były na poziomie 26 minut, 6.6 punktów, 6.7 zbiórek (w tym 2,6 w ataku), 1.3 asysty, 1.6 bloku i jedynie 1.3 straty w 131 meczach.
Karierę w koszykówce zawodowej rozpoczął w austriackim BSC Raiffeisen Panthers Furstenfeld. Następnie grał na Węgrzech w zespole Sopron. W kolejnym sezonie grał w Grecji, gdzie podpisał kontrakt z zespołem kreteńskim Rethymno. Przerwa związana z epidemią Covid spowodowała, że do gry powrócił w grudniu 2020 rozgrywając mecze w klubie ESSM Le Portel z francuskiej ekstraklasy. Następnie grał w greckim klubie Ermis Agias Larissay, walczącym o utrzymanie. W 2021 podpisał kontrakt z węgierskim zespołem Egis Kormend, z którym awansował do finału ligi, gdzie uległ 2:3 Falco Szombatehl. W sezonie 2022/2023 reprezentował Trefl Sopot grając na parkietach PLK i w European North Basketball League (ENBL).

## Osiągnięcia
Indywidualne
- Zaliczony do I składu kolejki OBL (13 – 2023/2024)[6]